# 기타미국
기타미노쿠니(일본어: 北見国, きたみのくに)는 메이지 시대, 홋카이도에 설치되었던 일본의 구니이다. 현재의 아바시리 지청과 소야 지청에서 도요토미정을 제외한 나머지에 해당한다.